# Copa Dorada de la SAFF 2008
La Copa Dorada de la SAFF 2008 fue la séptima edición del hoy llamado Campeonato de la SAFF, torneo de fútbol a nivel de selecciones nacionales organizado por la Federación de fútbol del Sur de Asia (SAFF). Se llevó a cabo en Maldivas y Sri Lanka, siendo la primera vez que dos países organizan la competición, y contó con la participación de 8 seleccionados nacionales masculinos.
Maldivas se consagró campeón por primera vez, al vencer en la final a la India, que llegaba como defensora del título.

## Formato
Las 8 selecciones participantes fueron divididas en 2 grupos de 4 equipos cada una. Dentro de cada grupo, las selecciones se enfrentaron bajo el sistema de todos contra todos, a una sola rueda, de manera tal que cada una de ellas disputó tres partidos. Los puntos se computaron a razón de 3 —tres— por partido ganado, 1 —uno— en caso de empate y 0 —cero— por cada derrota.
Las dos selecciones de cada grupo mejor ubicadas en la tabla de posiciones final pasaron a las semifinales. En dicha instancia, el primero de una zona enfrentó al segundo de la otra en un solo partido. Los ganadores se cruzaron en la final, cuyo vencedor se consagró campeón.

## Sedes
| Stadiums            | Stadiums              |
| Colombo             | Malé                  |
| ------------------- | --------------------- |
| Sugathadasa Stadium | Rasmee Dhandu Stadium |
| Capacidad:25,000    | Capacidad:11,850      |
|                     |                       |
| Sede de Sri Lanka   | Sede de Maldivas      |
| Colombo             | Malé                  |

## Equipos participantes
| Equipos participantes | Equipos participantes | Equipos participantes | Equipos participantes |
| --------------------- | --------------------- | --------------------- | --------------------- |
| Afganistán            | Bután                 | Maldivas              | Pakistán              |
| Bangladés             | India                 | Nepal                 | Sri Lanka             |

## Fase de grupos

### Grupo A
| Pos. | Equipo   | Pts. | PJ | G | E | P | GF | GC | Dif. | Clasificación |
| ---- | -------- | ---- | -- | - | - | - | -- | -- | ---- | ------------- |
| 1    | India    | 9    | 3  | 3 | 0 | 0 | 7  | 1  | +6   | Semifinales   |
| 2    | Maldivas | 6    | 3  | 2 | 0 | 1 | 7  | 2  | +5   | Semifinales   |
| 3    | Nepal    | 3    | 3  | 1 | 0 | 2 | 5  | 9  | −4   |               |
| 4    | Pakistán | 0    | 3  | 0 | 0 | 3 | 2  | 9  | −7   |               |

 Fuente: RSSSF
| 3 de junio de 2008 | India                                                    | 4:0 (2:0) | Nepal | Estadio Rasmee Dhandu, Malé |  |
| 16:00 (UTC+5)      | Pradeep 26' · Bhutia 34' · Chhetri 67' · S. K. Singh 83' |           |       |                             |  |

| 3 de junio de 2008 | Maldivas                                    | 3:0 (1:0) | Pakistán | Estadio Rasmee Dhandu, Malé |  |
| 21:00 (UTC+5)      | Sifan 45+2' · Thariq 47' · Akram 90' (a.g.) |           |          |                             |  |

| 5 de junio de 2008 | India                    | 2:1 (2:0) | Pakistán  | Estadio Rasmee Dhandu, Malé |  |
| 16:00 (UTC+5)      | Pradeep 25' · Dias 45+1' |           | Ahmed 88' |                             |  |

| 5 de junio de 2008 | Maldivas                        | 4:1 (1:1) | Nepal       | Estadio Rasmee Dhandu, Malé |  |
| 21:00 (UTC+5)      | Mohamed 9' 46' · Fazeel 50' 62' |           | Gouchan 10' |                             |  |

| 7 de junio de 2008 | Pakistán  | 1:4 (0:2) | Nepal                                | Estadio Rasmee Dhandu, Malé |  |
| 16:00 (UTC+5)      | Ishaq 52' |           | Tamang 3' · Rayajhi 5' · Rai 67' 86' |                             |  |

| 7 de junio de 2008 | Maldivas | 0:1 (0:1) | India        | Estadio Rasmee Dhandu, Malé |  |
| 21:00 (UTC+5)      |          |           | G. Singh 14' |                             |  |

### Grupo B
| Pos. | Equipo     | Pts. | PJ | G | E | P | GF | GC | Dif. | Clasificación |
| ---- | ---------- | ---- | -- | - | - | - | -- | -- | ---- | ------------- |
| 1    | Sri Lanka  | 7    | 3  | 2 | 1 | 0 | 5  | 2  | +3   | Semifinales   |
| 2    | Bután      | 4    | 3  | 1 | 1 | 1 | 4  | 4  | 0    | Semifinales   |
| 3    | Bangladés  | 2    | 3  | 0 | 2 | 1 | 3  | 4  | −1   |               |
| 4    | Afganistán | 2    | 3  | 0 | 2 | 1 | 5  | 7  | −2   |               |

 Fuente: RSSSF
| 4 de junio de 2008 | Bangladés  | 1:1 (1:0) | Bután      | Estadio Sugathadasa, Colombo |  |
| 16:30 (UTC+5:30)   | Baidya 26' |           | Sangay 79' |                              |  |

| 4 de junio de 2008 | Sri Lanka                                 | 2:2 (1:1) | Afganistán   | Estadio Sugathadasa, Colombo |  |
| 19:00 (UTC+5:30)   | Maduranga 11' · Ediribandanage 75' (pen.) |           | Habib 9' 55' |                              |  |

| 6 de junio de 2008 | Afganistán           | 2:2 (2:0) | Bangladés                      | Estadio Sugathadasa, Colombo |  |
| 16:30 (UTC+5:30)   | Habib 9' · Hadid 22' |           | Ameli 52' (pen.) · Mamunul 76' |                              |  |

| 6 de junio de 2008 | Sri Lanka         | 2:0 (2:0) | Bután | Estadio Sugathadasa, Colombo |  |
| 19:00 (UTC+5:30)   | Maduranga 24' 35' |           |       |                              |  |

| 8 de junio de 2008 | Afganistán | 1:3 (0:2) | Bután                            | Estadio Sugathadasa, Colombo |  |
| 17:00 (UTC+5:30)   | Habib 88'  |           | Y. Dorji 13' · Gyeltshen 31' 80' |                              |  |

| 8 de junio de 2008 | Sri Lanka    | 1:0 (0:0) | Bangladés | Estadio Sugathadasa, Colombo |  |
| 19:30 (UTC+5:30)   | Mohideen 71' |           |           |                              |  |

## Fase final
|  | Semifinales           | Semifinales |                       |   | Final | Final |
|  |                       |             |                       |   |       |       |
|  | 11 de junio – Malé    |             |                       |   |       |       |
|  |                       |             |                       |   |       |       |
|  | India (t.s.)          | 2           |                       |   |       |       |
|  | India (t.s.)          | 2           | 14 de junio – Colombo |   |       |       |
|  | Bután                 | 1           |                       |   |       |       |
|  | Bután                 | 1           | India                 | 0 |       |       |
|  | 11 de junio – Colombo |             | India                 | 0 |       |       |
|  |                       | Maldivas    | 1                     |   |       |       |
|  | Sri Lanka             | Maldivas    | 1                     | 0 |       |       |
|  | Sri Lanka             |             |                       | 0 |       |       |
|  | Maldivas              | 1           |                       |   |       |       |
|  | Maldivas              | 1           |                       |   |       |       |

### Semifinales
| 11 de junio de 2008 | India                         | 2:1 (1:1, 1:1) (t. s.)(1:0 t. s.) | Bután        | Estadio Rasmee Dhandu, Malé |  |
| 16:00 (UTC+5)       | Chhetri 30' · G. Singh 120+1' |                                   | K. Dorji 18' |                             |  |

| 11 de junio de 2008 | Sri Lanka | 0:1 (0:0) | Maldivas   | Estadio Sugathadasa, Colombo |  |
| 19:00 (UTC+5:30)    |           |           | Fazeel 70' |                              |  |

### Final
| 14 de junio de 2008 | India | 0:1 (0:0) | Maldivas   | Estadio Sugathadasa, Colombo |  |
| 19:00 (UTC+5:30)    |       |           | Naseer 87' |                              |  |

## Campeón
|                              |
| Bandera de las Maldivas      |
| Campeón Maldivas 1.er título |

## Estadísticas

### Tabla general
| Pos. | Equipo     | Pts | PJ | PG | PE | PP | GF | GC | Dif. | Rend.  |
| ---- | ---------- | --- | -- | -- | -- | -- | -- | -- | ---- | ------ |
| 1    | Maldivas   | 12  | 5  | 4  | 0  | 1  | 9  | 2  | +7   | 80%    |
| 2    | India      | 12  | 5  | 4  | 0  | 1  | 9  | 3  | +6   | 80%    |
| 3    | Sri Lanka  | 7   | 4  | 2  | 1  | 1  | 5  | 3  | +2   | 58,33% |
| 4    | Bután      | 4   | 4  | 1  | 1  | 2  | 5  | 6  | -1   | 33,33% |
| 5    | Nepal      | 3   | 3  | 1  | 0  | 2  | 5  | 9  | -4   | 33,33% |
| 6    | Bangladés  | 2   | 3  | 0  | 2  | 1  | 3  | 4  | -1   | 22,22% |
| 7    | Afganistán | 2   | 3  | 0  | 2  | 1  | 5  | 7  | -2   | 22,22% |
| 8    | Pakistán   | 0   | 3  | 0  | 0  | 3  | 2  | 9  | -7   | 0%     |

### Goleadores
4 goles
- H. A. Habib

3 goles
- Ibrahim Fazeel
- Chathura Gunarathna

2 goles
- Ju Manu Rai
- Yeshey Gyeltshen
- Ismail Mohamed
- Pappachen Pradeep
- Sunil Chhetri
- Gouramangi Singh

1 gol
- Ahmed Thoriq
- Nima Sangay
- Kinley Dorji
- Yeshey Dorji
- Mukhthar Naseer
- Mustafa Hadid
- Raju Tamang
- Nirajan Rayamajhi
- Vishad Gouchan
- Steven Dias
- Bhaichung Bhutia
- Sushil Kumar Singh
- Mohamed Shifan
- Arup Kumar Baidya
- Jahid Hasan Ameli
- Mamunul Islam Mamun
- Adnan Ahmed
- Samar Ishaq
- Channa Ediri Bandanage

Autogol
- Naveed Akram (ante Maldivas)